# KakaoTalk
KakaoTalk（： Kakaotok），又稱卡考说说，是一款免費的智慧型手機應用程式通訊服務軟體，在2010年3月18日發佈。目前可在 iOS, Android, Bada OS, BlackBerry, Windows Phone, Nokia Asha, Windows 和 MacOS 下載使用。到2017年5月為止，KakaoTalk 有2.2億注冊使用者和4900萬每月活躍用戶，是目前全大韓民國最大、使用率最普及的通訊軟體。目前有15種語言服務。在2014年，它已經和韓國第二大網站Daum合併。
用戶可以通過網路免費進行通話、傳送訊息，也能進行一對一或是群組式的訊息、照片發送，此外，群組並沒有人數上限，KakaoTalk還可選擇同步通訊錄中有使用KakaoTalk的連絡人，自動將他們也加入KakaoTalk的好友之中。
KakaoTalk是Kakao Corp. 旗下應用程式。Kakao Corp. 旗下應用程式包括：KakaoTalk, KakaoStory, KakaoTaxi, KakaoAccount, KakaoMap, KakaoDriver, KakaoBus, KakaoMusic, KakaoGroup, KakaoHome, KakaoPlace, KakaoAlbum, KakaoPage, KakaoStyle, KakaoAgit。
2014年7月1日，KakaoTalk被中国大陸防火長城突然封锁，用户无法连接至服务器。8月，中国官员对韩国政府表示，中国封锁Line、KakaoTalk是因为有恐怖组织成员正在通过这些服务向中国大陆传送恐怖信息，封锁是出于“反恐考虑”以及“为了保护国内服务设施”。该软件的网站仍然被中国大陸防火長城封锁而无法正常访问。

## 類似應用
- Google Hangouts
- WhatsApp
- WeChat
- iMessage（基于iOS）
- Google Talk（基于Android）
- LINE
- signal
- Zalo
- M+ messenger

## 外部連結
- 官方网站